# Kalleshvara-Tempel

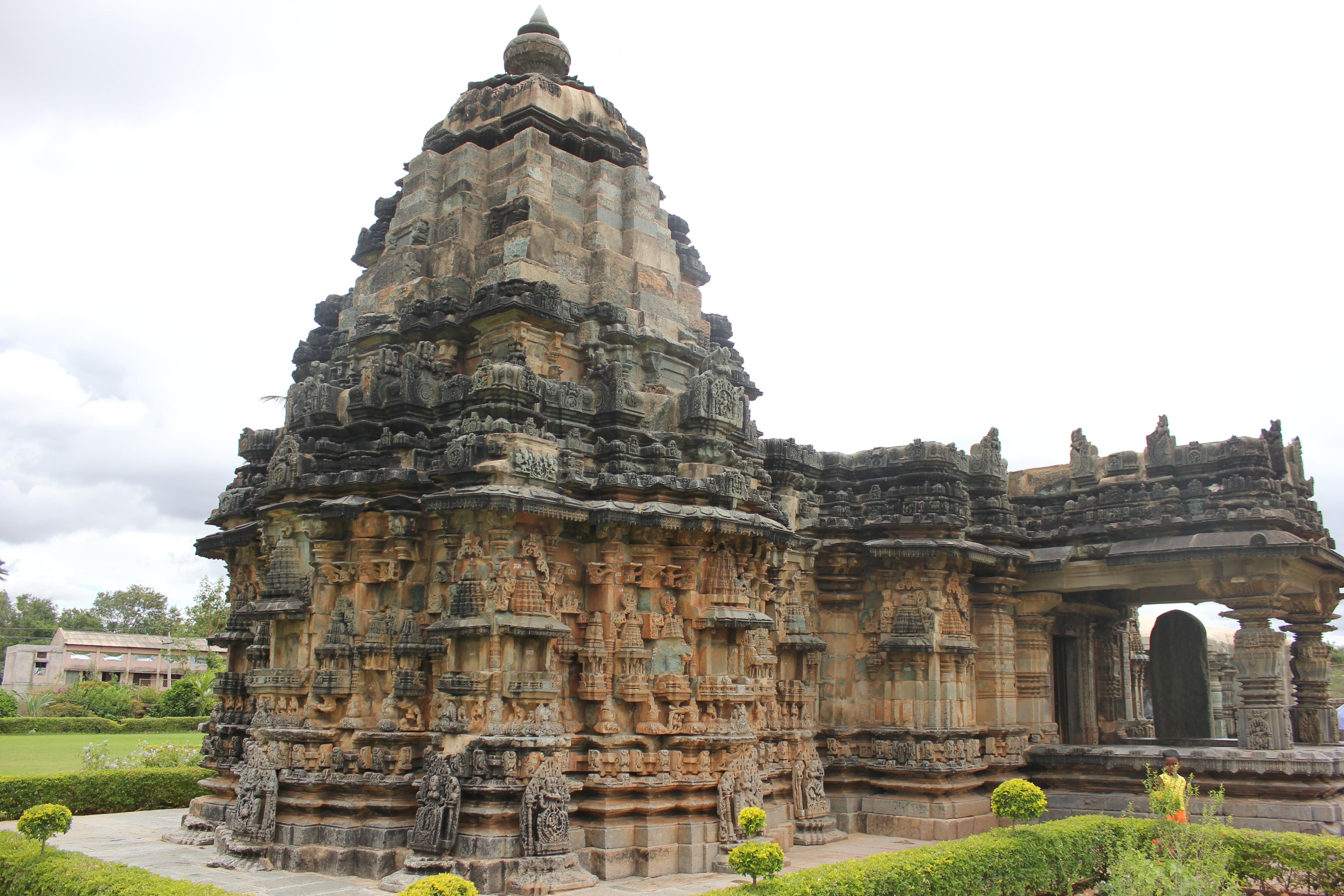
Kalleshwara-Tempel in Hirehadagali

Der Kalleshwara-Tempel (Kannada: ಕಲ್ಲೇಶ್ವರ ದೇವಸ್ಥಾನ ಹಿರೇ ಹಡಗಲಿ) in der Stadt Hirehadagali im Distrikt Ballari in Karnataka (Südindien) ist ein dem Hindu-Gott Shiva geweihter Tempel des 11. Jahrhunderts. Der Tempel (mandir) wurde vom Archaeological Survey of India als Bauwerk von nationaler Bedeutung unter Schutz gestellt.

## Geschichte
Der Tempel wurde um das Jahr 1057 als Stiftung von Demarasa errichtet; dieser war Premierminister (mahamatya) von König Someshvara I. (reg. 1042 bis 1068) aus der Westlichen Chalukya-Dynastie. Große Teile des Turms über der Cella wurden später von Menschenhand zerstört und anschließend erneuert.

## Stilrichtung
Der Kunsthistoriker Adam Hardy bezeichnet den Tempel als Kattesvara und reiht ihn unter die für die Westliche Chalukya-Architektur typischen Bauwerke ein. Der Baustil wird auch als „Kalyani-Chalukya-Stil“ bezeichnet. Der Bau gilt als einer der ersten gänzlich aus Speckstein erbauten Tempel Südindiens.

## Beschreibung

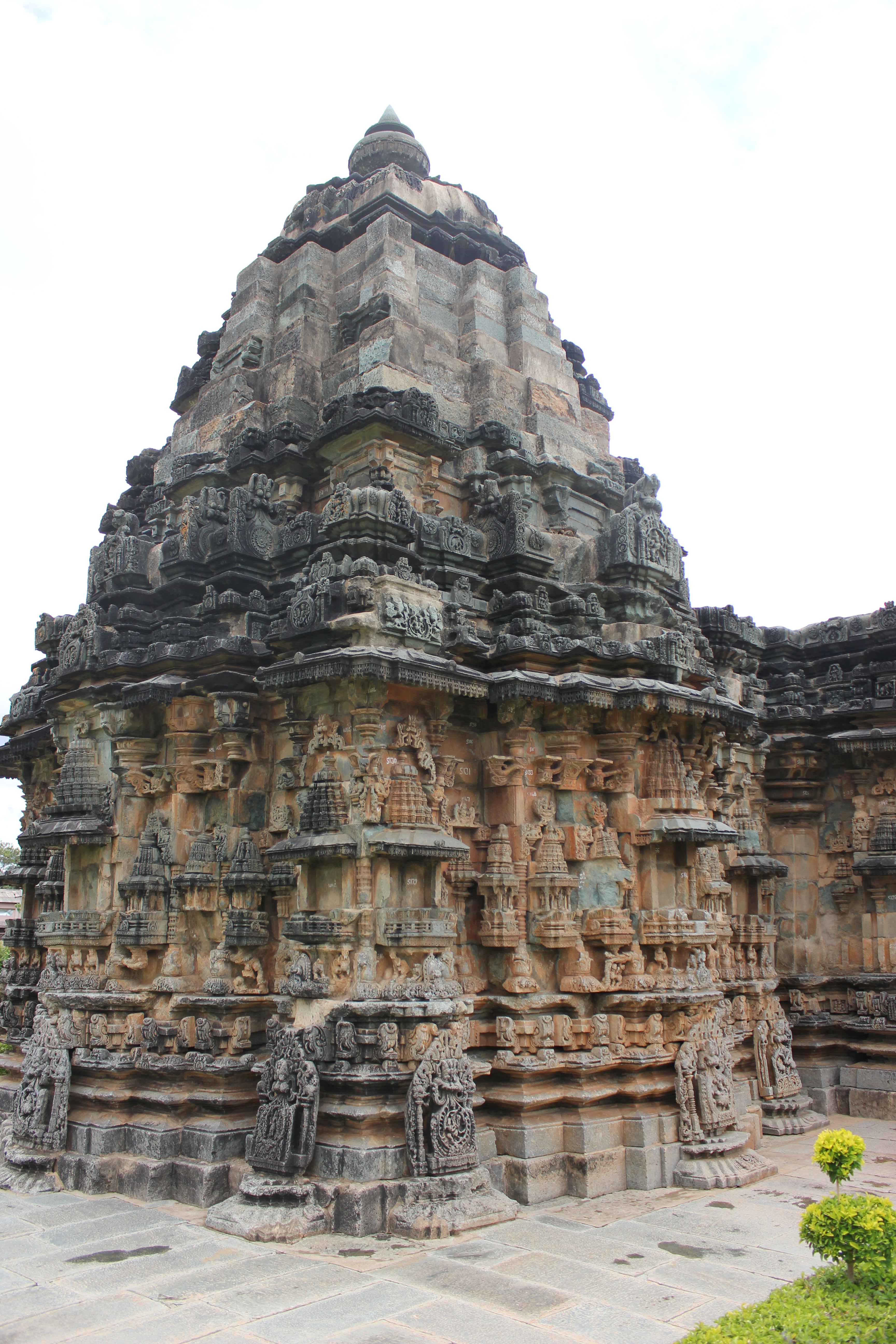
Turm im Vesara-Stil über der Cella mit Stelen vor der Sockelzone

- Der Haupttempel baut sich aus zwei Schreinen (dvikuta) auf, wobei jedoch nur einer einen horizontal gestuften Turmaufbau (vimana) trägt, dessen oberer Teil einschließlich des kalasha-Kruges erneuert wurde. Jeder der beiden Schreine besitzt eine erhöht liegende Cella (garbhagriha) und einen kurzen Vorraum (antarala oder sukhanasi). In der Cella selbst steht ein aus schwarzem Stein gearbeiteter Lingam mit umschließender Yoni; unmittelbar davor wacht der für einen Shiva-Tempel obligatorische liegende Nandi-Bulle. Die Specksteinpfeiler der Vorhalle (mandapa) sind nur teilweise gedrechselt; die Deckensegmente sind mit flachen Rosetten geschmückt. Der Tempel ruht nicht auf einer Umgangsplattform (jagati), so dass die rituelle Umschreitung (pradakshina) nur auf dem mit Steinplatten belegten und von mehreren Nebenschreinen umgebenen Erdbodenniveau möglich ist. Die Verzierungen an den Außenwänden des Haupttempels und der Vorhalle sind ein Paradebeispiel für die Chalukya-Kunst – die reich gegliederten und ornamentierten Wände (beispielsweise mit Balkonnischen und deren Türmchen) gliedern sich in Vorsprünge und Nischen mit Säulen und Reliefskulpturen von Hindugottheiten wie beispielsweise Indra, Shiva, seiner Frau Parvati, Lakshmi und anderen. Es fehlen allerdings Figurenreliefs, doch sind etliche figürliche Stelen ungewöhnlicherweise vor der Sockelzone platziert. Der Durchgang zum Vorraum ist mit kunstvollen Skulpturen der beiden Türsteher (dvarapalas) Rati und Manmatha (Liebesgöttin und Liebesgott) verziert. Der Türsturz (lalata) zeigt das in indischen Tempeln häufig wiederkehrende und glückverheißende Motiv der Gajalakshmi. Über der Tür befinden sich sauber gearbeitete Darstellungen von Brahma, Keshava (eine Erscheinungsform Vishnus) und Shiva.

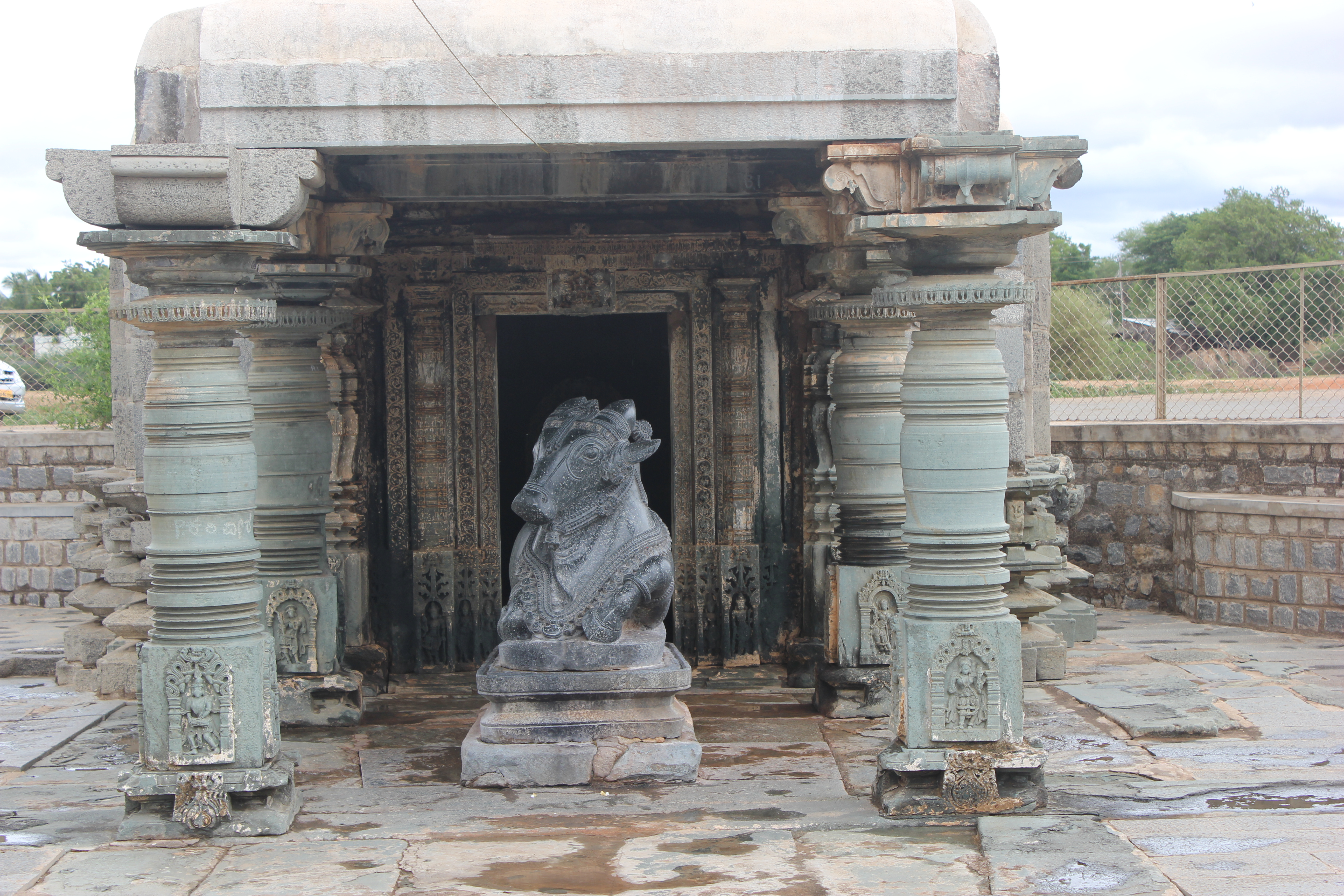
Nandi-Schrein

- Außerhalb des eigentlichen Tempels befindet sich eine einst offene Halle (nandimandapa), die eine Skulptur des Stiers Nandi – dem Begleiter und Reittier Shivas – beherbergt, die aber in einen Schrein umgewandelt wurde.

Inschriftstelen
- Laut dem Kunsthistoriker Ajay Sinha wird der Tempel auf einer Inschrift in Kannada aus dem Jahr 1057 als Bhimesvara-Demesvara bezeichnet. Dieselbe Inschrift geht ferner auf die Genealogie der Chalukya-Dynastie ein und führt beispielsweise den Prinzen (kumara) Vikramaditya VI. an. Eine weitere Kannada-Inschrift aus dem Jahr 1108 (Regierungszeit von Vikramaditya VI.) liefert Details über die von Udayaditya auf Veranlassung von Demarasa vollzogene Tempelweihe. Eine dritte, poetisch gehaltene Kannada-Inschrift aus dem Jahr 1212, fällt in die Regierungszeit des Königs der Hoysala Vira Ballala II.

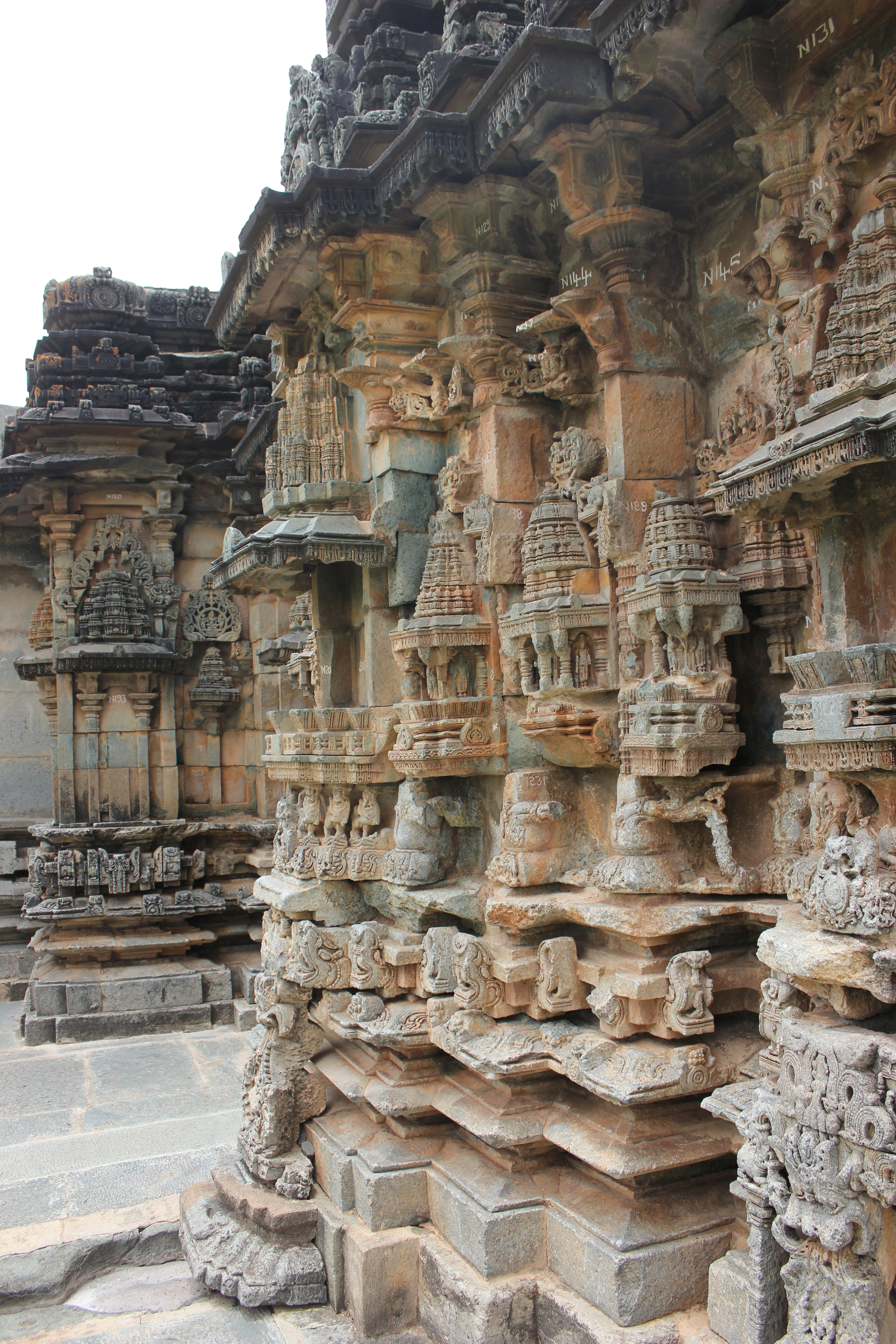
Ornamentierte Außenwände
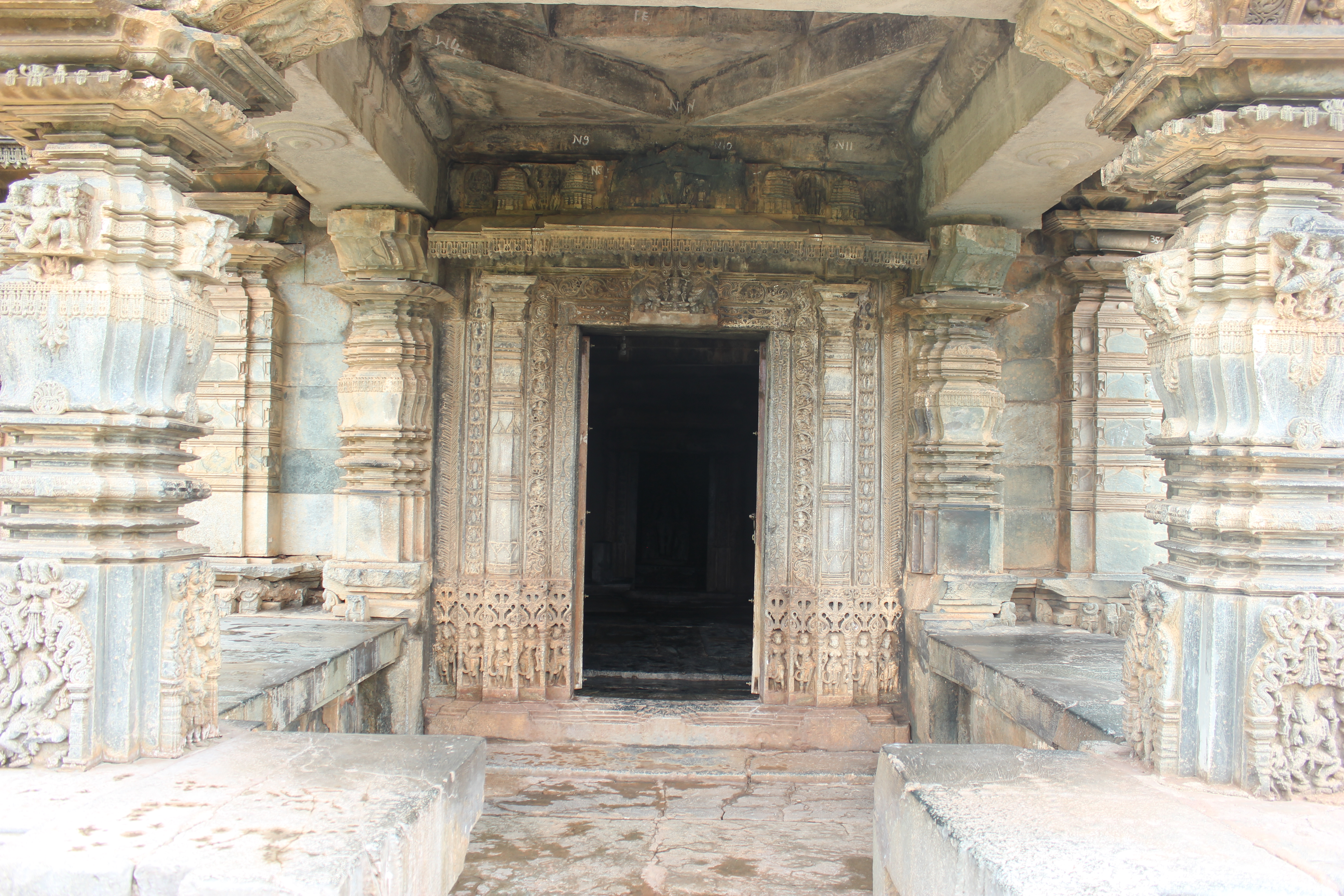
Eingang von der Vorhalle zum Vorraum
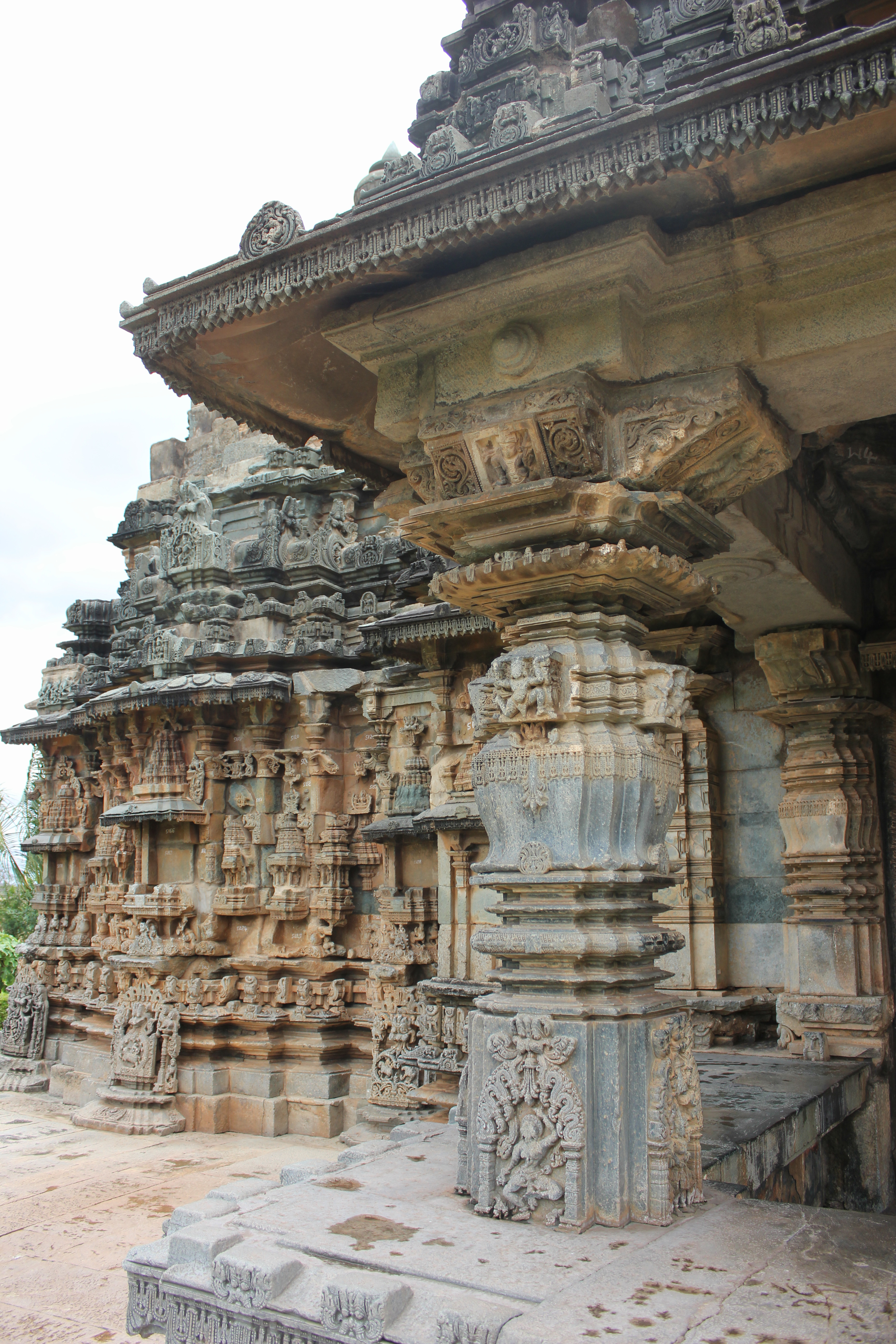
Blick von der Vorhalle zu den Cella-Außenwänden
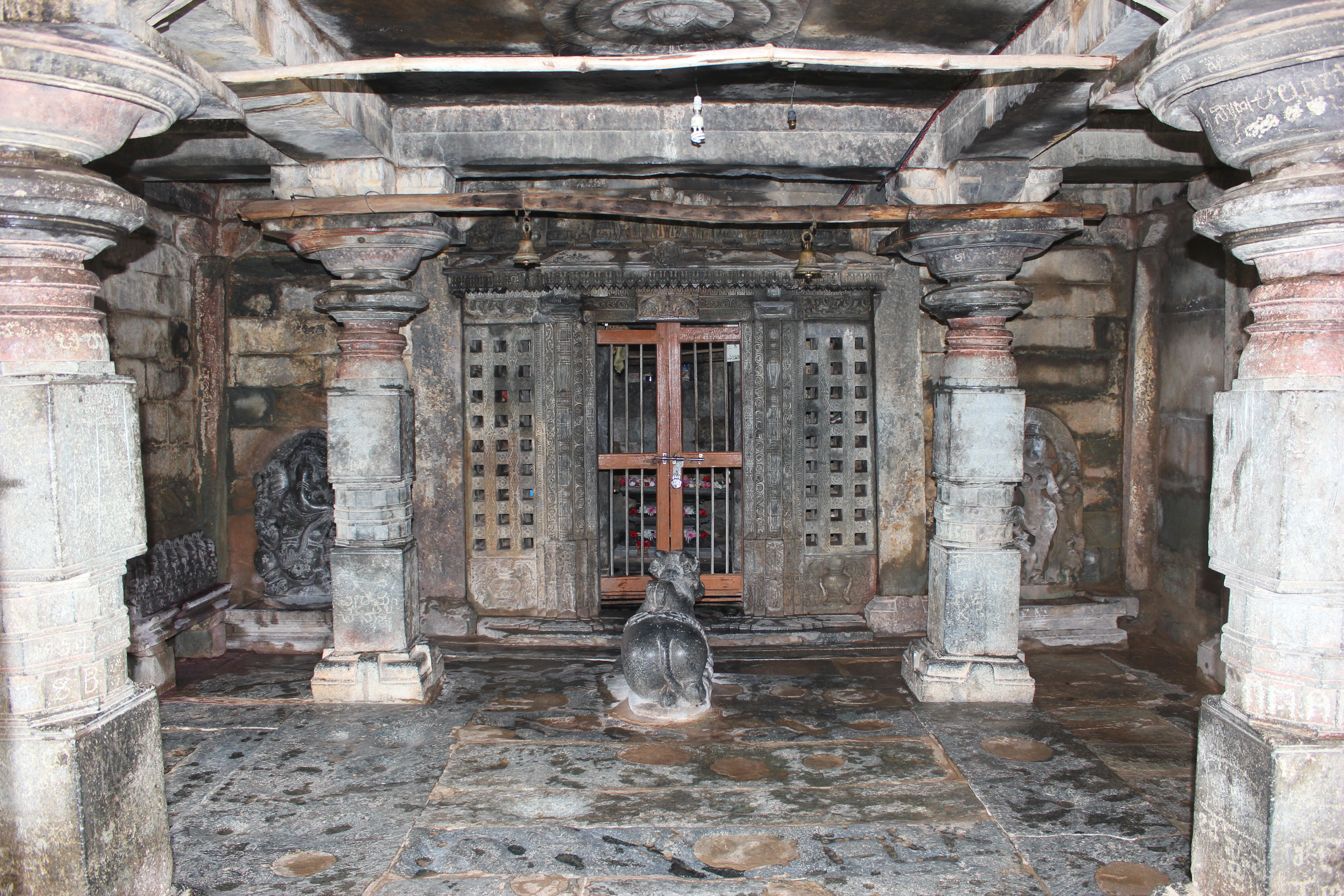
Vorraum mit dem die Cella bewachenden Nandi
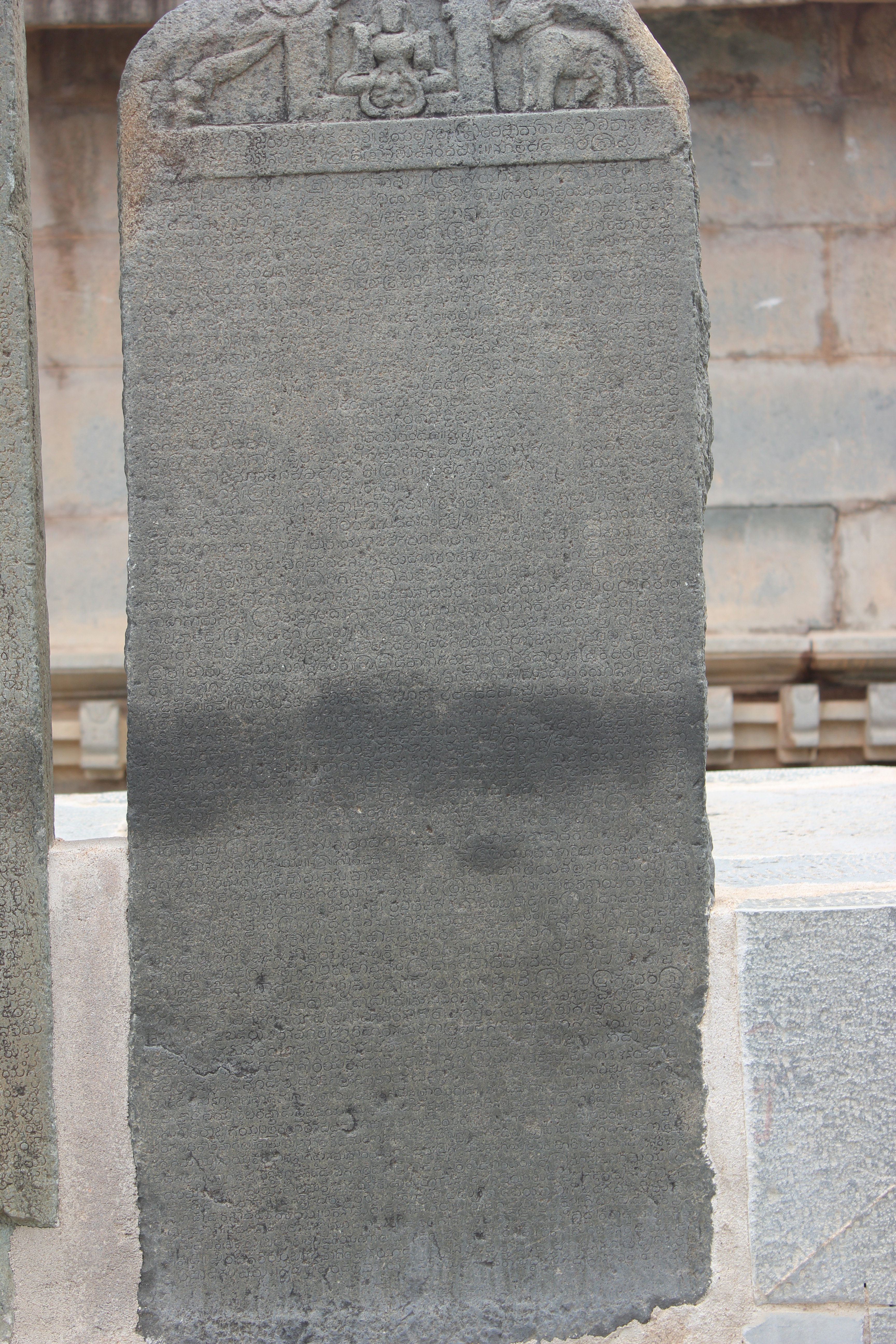
Stele aus dem Jahr 1108 in Altkannada
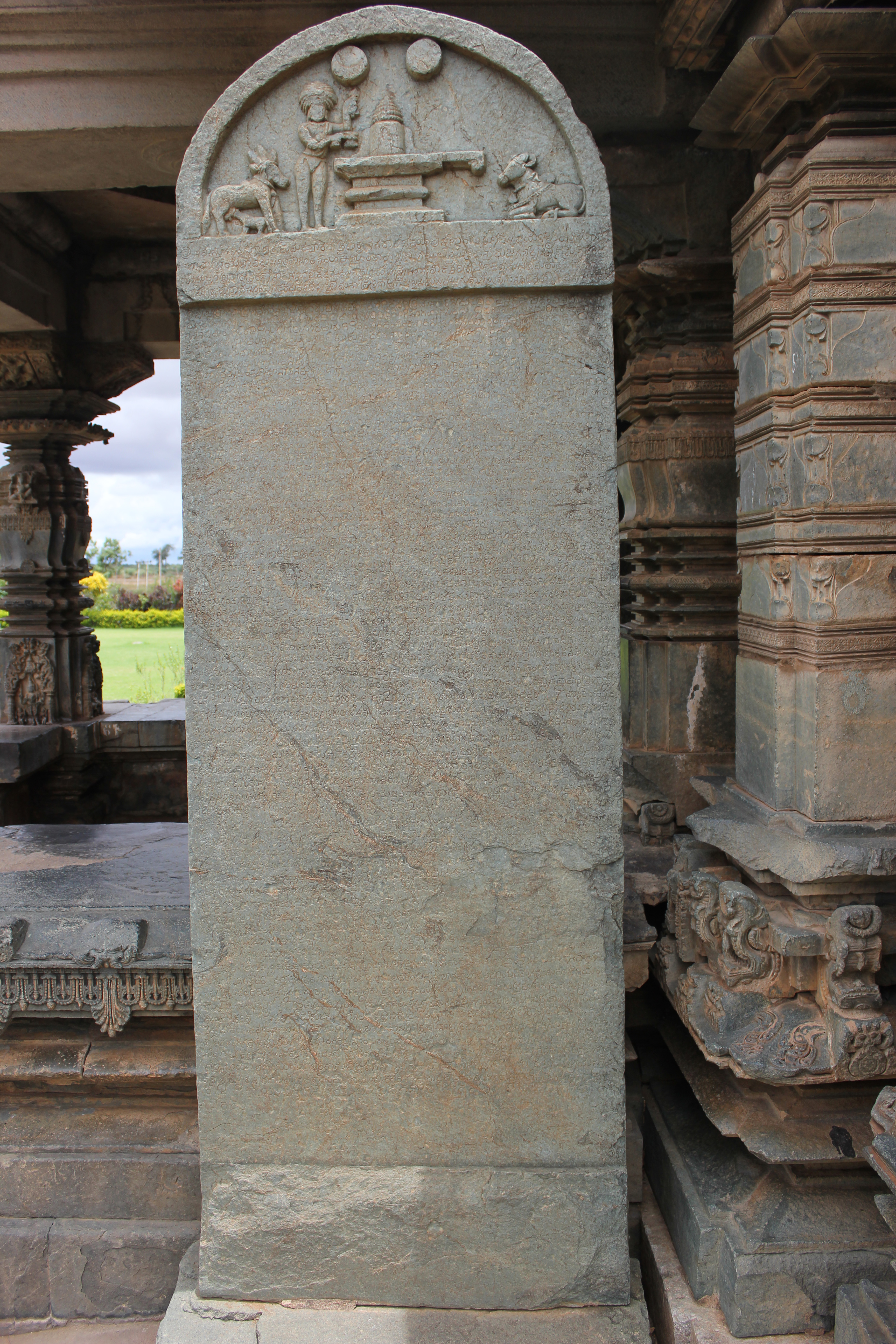
Stele aus dem Jahr 1212 in Altkannada